# Michail Studeneckij
Michail Vladimirovič Studeneckij (in russo Михаил Владимирович Студенецкий?; Mosca, 6 marzo 1934 – 1º marzo 2021) è stato un cestista sovietico.
È morto nel marzo del 2021 per complicazioni da Covid-19.

## Carriera
Con l'Unione Sovietica ha disputato i Giochi olimpici di Melbourne 1956 e due edizioni dei Campionati europei (1957, 1959).